# Polaris (Amerikaanse band)
Polaris is een Amerikaanse indierockband uit New Haven. De band ontstond in het midden van de jaren 90 als muzikaal project en bestaat grotendeels uit leden van de band Miracle Legion. Polaris produceerde muziek voor de televisieserie The adventures of Pete & Pete. In 1995 bracht de band de muziekcassette Happily deranged uit. Drie jaar na het einde van de televisieserie, in 1999, verscheen het debuutalbum Music from The adventures of Pete & Pete met muziek uit de serie. In 2014 werd een tournee aangekondigd en gaf de band een single uit, zowel digitaal als op cassette.

## Discografie

### Albums
- Music from The adventures of Pete & Pete, 1999
- Live at Lincoln Hall, 2015

### Single
- Great big happy green moonface, 2014

### Promocassette
- Happily deranged - Music from The adventures of Pete & Pete featuring Polaris, 1995